# 39.ª Cumbre del G8
La 39.ª Cumbre del G8 se celebró entre el 17 y 18 de junio de 2013 en el Condado de Fermanagh, Irlanda del Norte en el Lough Erne Resort, un hotel de cinco estrellas y campo de golf a orillas del Lago Erne.
Fue la sexta Cumbre del G8 celebrada en el Reino Unido. Las cumbres anteriores del G8 organizada por el Reino Unido se celebraron en Londres (1977, 1984, 1991), Birmingham (1998) y Gleneagles (2005).
El tema oficial de la cumbre fue la evasión fiscal y la transparencia. Sin embargo, la guerra civil de Siria dominó los debates. Un plan de siete puntos sobre Siria se acordó después de mucho debate. Otros acuerdos incluyen una manera de automatizar el intercambio de información fiscal, nuevas reglas para las compañías mineras, y una promesa de acabar con los pagos de las liberaciones de las víctimas de secuestro. Los Estados Unidos y la Unión Europea acordaron iniciar conversaciones para un acuerdo comercial amplio.

## Localización y peligros locales

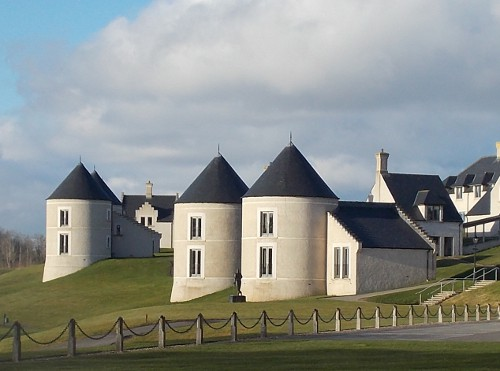
Lough Erne Resort.

La fecha y el lugar de la cumbre fue anunciada por el primer ministro británico David Cameron en noviembre de 2012. De acuerdo con Mark Simpson, corresponsal de la BBC de Irlanda, el gobierno británico decidió Fermanagh por dos razones principales: historia y geografía. Desde la formación de Irlanda del Norte en 1921, ha habido tensión y violencia entre sus dos principales comunidades. El sindicalista (que son en su mayoría protestante) por lo general quieren que Irlanda del Norte siga siendo en el Reino Unido, mientras que el nacionalista irlandés/republicano (comunidad que son en su mayoría católica) en general, quiere que deje el Reino Unido y unirse a una Irlanda unida. Desde finales de 1960 hasta finales de 1990, estas dos comunidades y el Estado británico estuvieron implicados en un conflicto étnico-nacionalista conocido como los Troubles, en los que más de 3.500 personas fueron asesinadas. Un proceso de paz condujo al Acuerdo de Belfast y el alto el fuego por los grupos paramilitares involucrados (como el republicano IRA Provisional, el legitimista del Ulster Volunteer Force). El partido conservador del gobierno de David Cameron es un sindicalista. Por lo sostenga en Irlanda del Norte, Cameron "se esperó que envía el mensaje al resto del mundo de que el proceso de paz ha trabajado y la normalidad ha vuelto". La segunda razón es la geografía. Cumbres del G8 siempre han atraído grandes manifestaciones, pero la geografía de Fermanagh harán que sea difícil para los manifestantes. Gran parte del Lough Erne Resort se encuentra rodeado de agua y casi todos los caminos dentro de 30 millas son calzada única.
Algunos han criticado la decisión de celebrar la cumbre en Irlanda del Norte, debido a las continuas protestas y la violencia a pequeña escala por parte de ambos republicanos y lealistas. Dado que el IRA Provisional pidió un alto el fuego a finales de los Trastornos, republicanos disidentes grupos disidentes tienen continuado su campaña paramilitar. Los principales grupos que participan en esta campaña de baja intensidad son el IRA Auténtico, IRA Continuidad y Óglaigh na hÉireann. Fuentes de seguridad espera que estos grupos intentarían lanzar un ataque durante la cumbre, que "sería secuestrar titulares mundiales".
El 23 de marzo de 2013, un coche bomba fue desactivada 16 millas (26 km) desde el Lough Erne Resort. Grupo republicano Óglaigh na hÉireann dijo que planeaba detonar en el hotel, pero tuvo que abortar el ataque.
También existía la posibilidad de interrupción y la violencia que implica. La cumbre tuvo lugar durante la temporada de marchar, cuando grupos protestantes y unionistas (como la Orden de Orange ) realizan desfiles en toda Irlanda del Norte. Este es un momento de tensión en Irlanda del Norte y que a menudo resulta en enfrentamientos entre las dos comunidades principales. Desde diciembre de 2012, los partidarios han estado llevando a cabo protestas callejeras diarias. Ellos han estado protestando contra la decisión de reducir el número de días que la Union Jack vuela desde Belfast City Hall. Algunas de estas protestas han provocado disturbios. Los manifestantes discutieron la celebración de una protesta de la Unión Jack en la cumbre del G-8.

## Preparaciones de seguridad

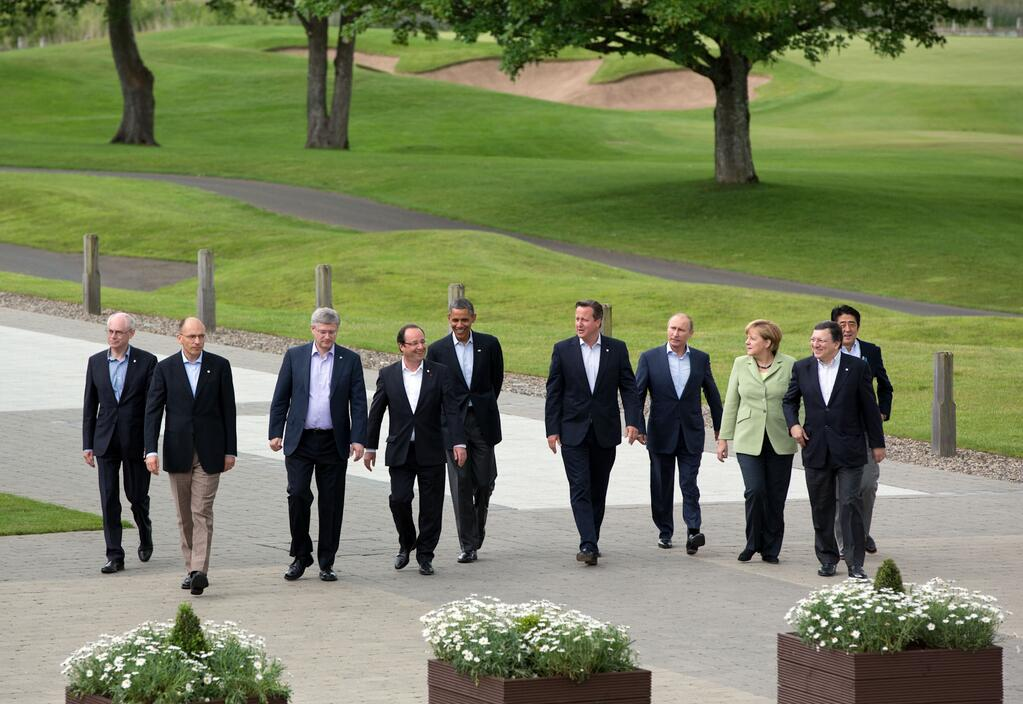
Líderes gubernamentales e internacionales caminan después de posar para una fotografía grupal en la Cumbre del G8. De izquierda a derecha: Herman Van Rompuy, Enrico Letta, Stephen Harper, François Hollande, Barack Obama, David Cameron, Vladímir Putin, Angela Merkel, José Manuel Barroso y Shinzo Abe.

El Servicio de Policía de Irlanda del Norte (PSNI) montado una operación de seguridad muy importante en el condado de Fermanagh, en el Aeropuerto Internacional de Belfast (donde muchos de los líderes del G8 llegó) y en Belfast. La operación policial participaron cerca de 8.000 funcionarios: 4.500 desde el PSNI y 3500 que fueron reclutados de otras partes del Reino Unido. También recibieron capacitación en tácticas antidisturbios PSNI y para conducir sus vehículos blindados. El Lough Erne Resort fue rodeado por una valla de metal largo de cuatro millas y alambre de púas. Bajo Lough Erne fue hecha fuera del alcance de la general, pública y un corredor aéreo entre Belfast y el Resort se hizo una zona de exclusión aérea durante la cumbre. Ejército británico Chinook y Merlin helicópteros fueron utilizados para escoltar a los líderes políticos y sus séquitos hacia y desde el Resort. La PSNI también compró aviones teledirigidos de vigilancia para ayudar a la policía a la cumbre, mientras que en Belfast, edificios emblemáticos eran custodiados-durante todo el día.
El PSNI dijo que "defender el derecho a la protesta pacífica", pero que no iban a ser las "consecuencias" para cualquier manifestante que violaron la ley. Más de 100 celdas en la prisión de alta seguridad de Irlanda del Norte, Maghaberry, se reservaron para cualquier manifestantes violentos [ 14 ] y un pabellón temporal fue construido en Omagh. Toda persona detenida durante las protestas en o cerca del complejo fueron llevados a la Omagh sosteniendo centro para ser interrogado y se mantiene antes de ir a la corte. [ 19 ] Dieciséis jueces fueron puestos en estado de alerta para presidir las sesiones de los tribunales especiales. PSNI superintendente Paula Hilman dijo "Vamos a ser capaces de tener a una persona detenida procesada, entrevistado si se requiere, cargada, y comparecer ante el tribunal en un tiempo muy corto, en cuestión de horas ". Algunos grupos de protesta temían que el PSNI usaría la amenaza republicana disidente como una excusa para las medidas represivas contra los manifestantes. El Comité sobre la Administración de Justicia (CAJ) planeaba enviar observadores de derechos humanos para vigilar la PSNI. Subdirector CAJ Daniel Holder dijo que su organización estaba "firmemente y absolutamente opuesto a la utilización de balas de plástico ", que dijo que habían sido despedidos en 12 ocasiones en Irlanda del Norte durante los últimos años.
En la República de Irlanda, a unos 900 Gardaí montaron un operativo de seguridad a lo largo de la frontera. Ocho puntos de control fronterizos temporales fueron atendidos por unidades de Garda respaldados por el ejército irlandés. Algunas de las delegaciones que asisten a la cumbre se quedaron en la República, y los manifestantes anunciaron su intención de celebrar manifestaciones en Dublín. Al igual que en Irlanda del Norte, un tribunal especial también se ha establecido en la República para hacer frente a los manifestantes que fueron detenidos allí. El tribunal operaba día y noche en la cárcel de Cloverhill en Dublín. Los sospechosos en prisión preventiva serían entonces se movieron a través de un túnel desde el juzgado a la cárcel contigua. Mientras tanto, los buques de guerra estadounidenses y rusos fueron desplegados en la costa de Condado de Donegal y en el Mar de Irlanda como medidas de seguridad.
Se espera que el costo de la cumbre que ser alrededor de £ 60 millones. El Gobierno de Irlanda del Norte pagará £ 6.000.000 y el Gobierno británico va a pagar el resto.

## Líderes de la Cumbre

### Participantes del G8
Entre los asistentes estuvieron los líderes de los ocho países miembros del G-8, así como los representantes de la Unión Europea. Una serie de líderes nacionales y jefes de organizaciones internacionales, se invita tradicionalmente para asistir a la cumbre y de participar en algunas, pero no todas, las actividades de la cumbre del G8.

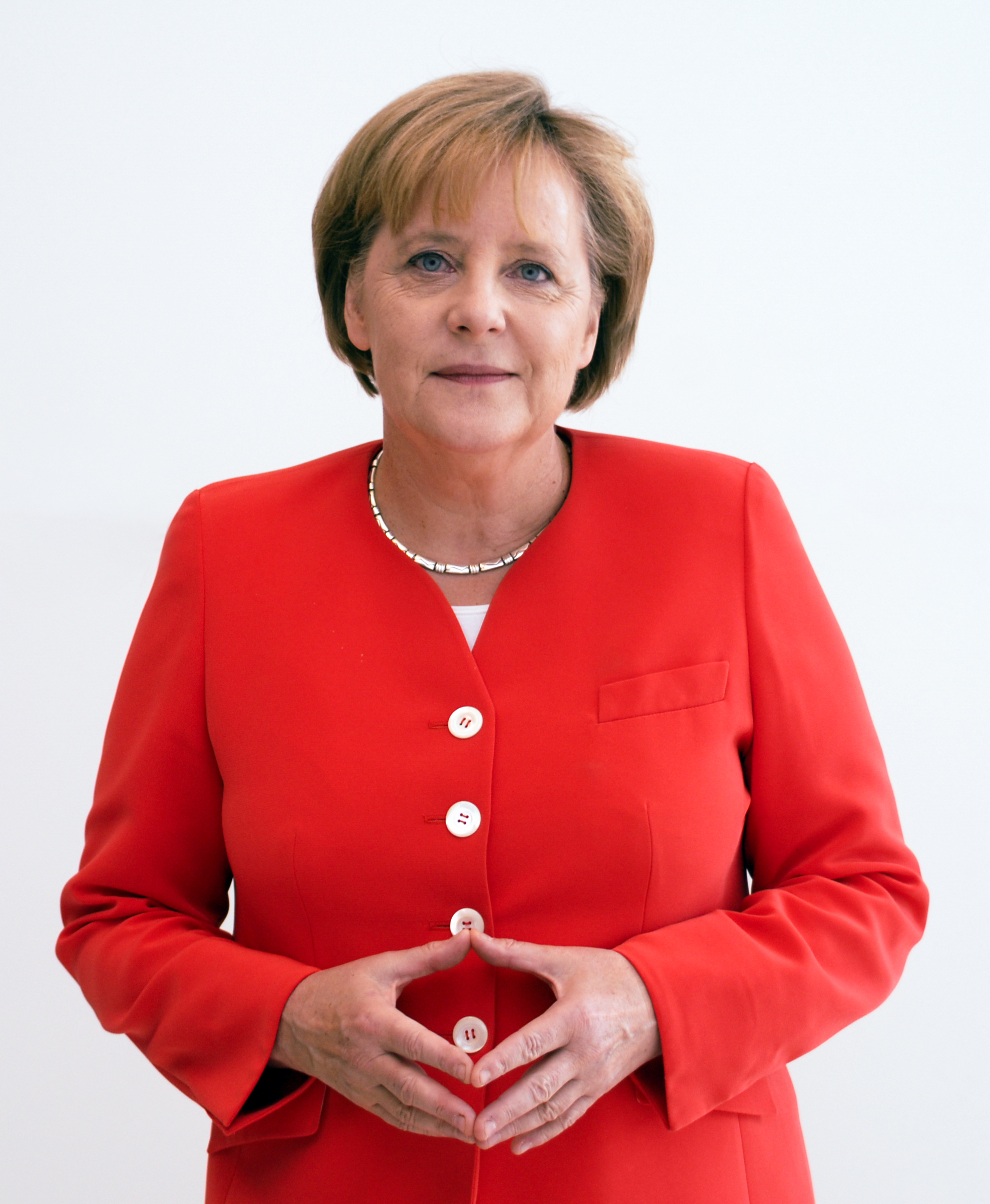
DEU Angela Merkel
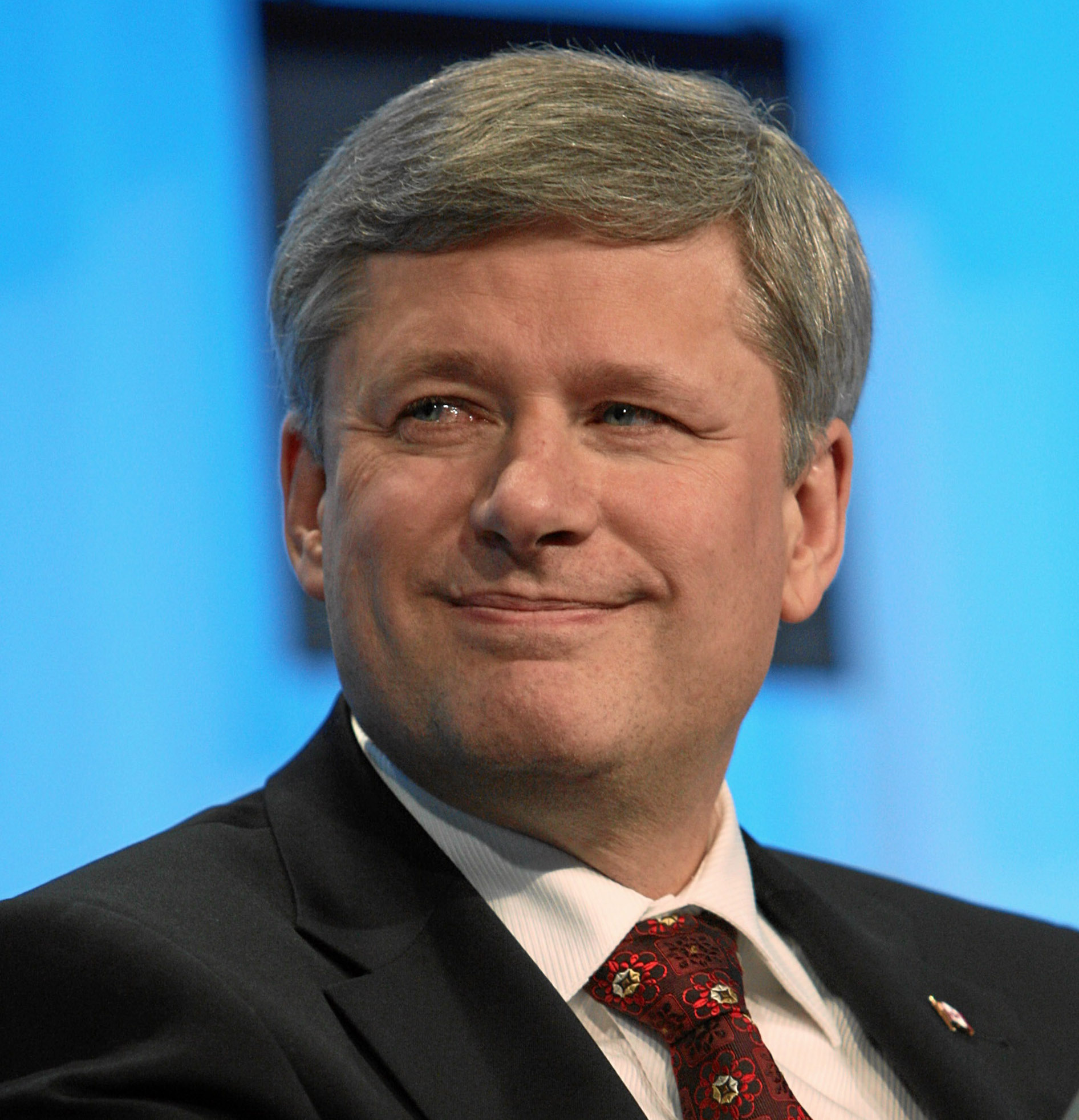
CAN Stephen Harper
USA Barack Obama
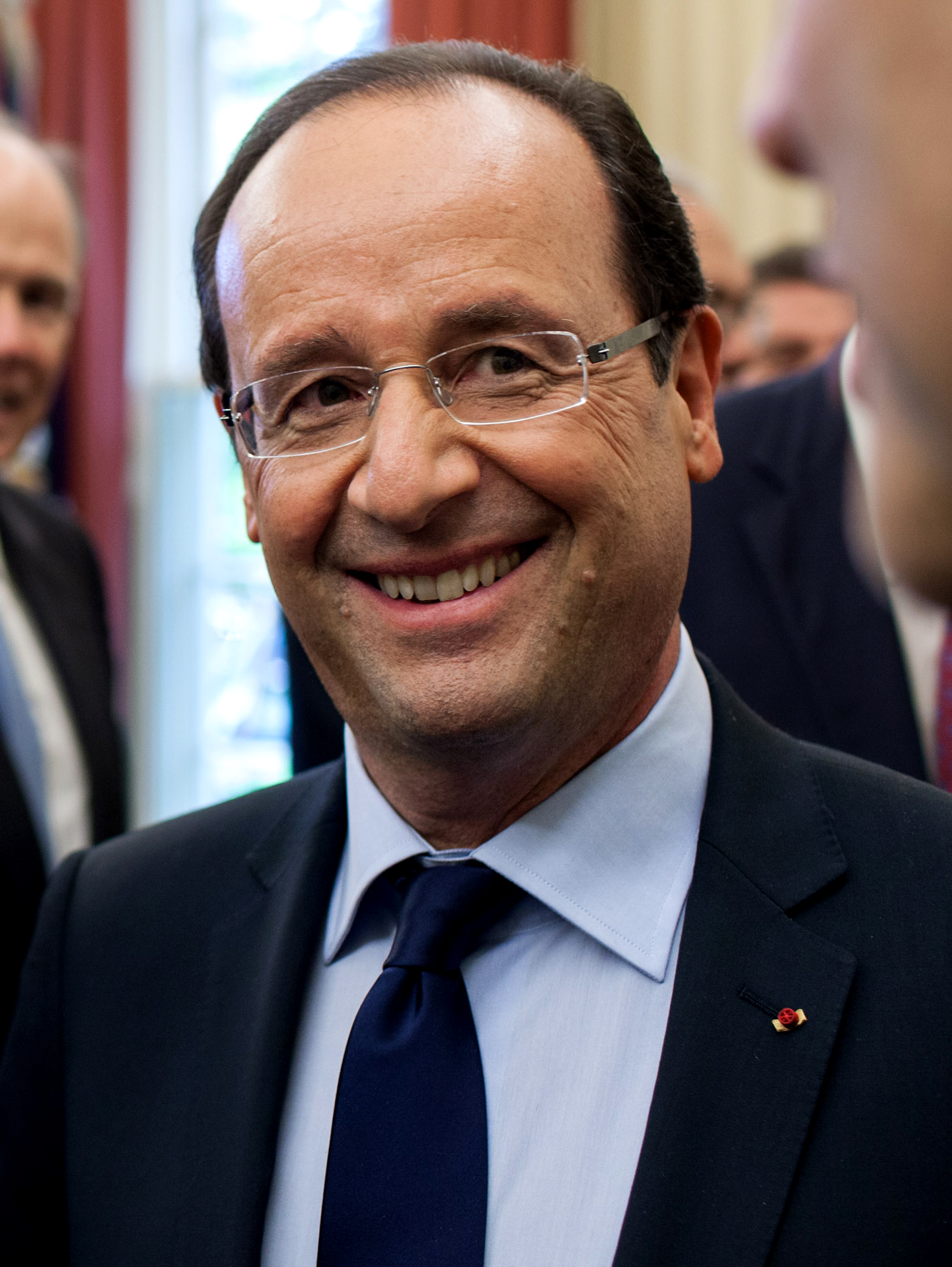
FRA François Hollande
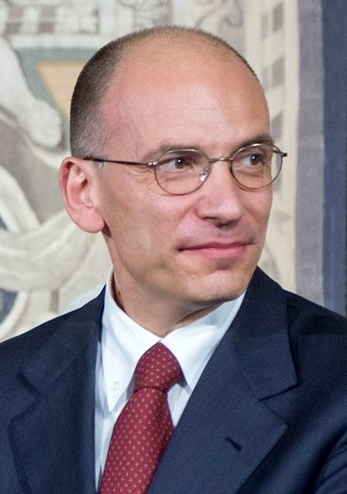
ITA Enrico Letta
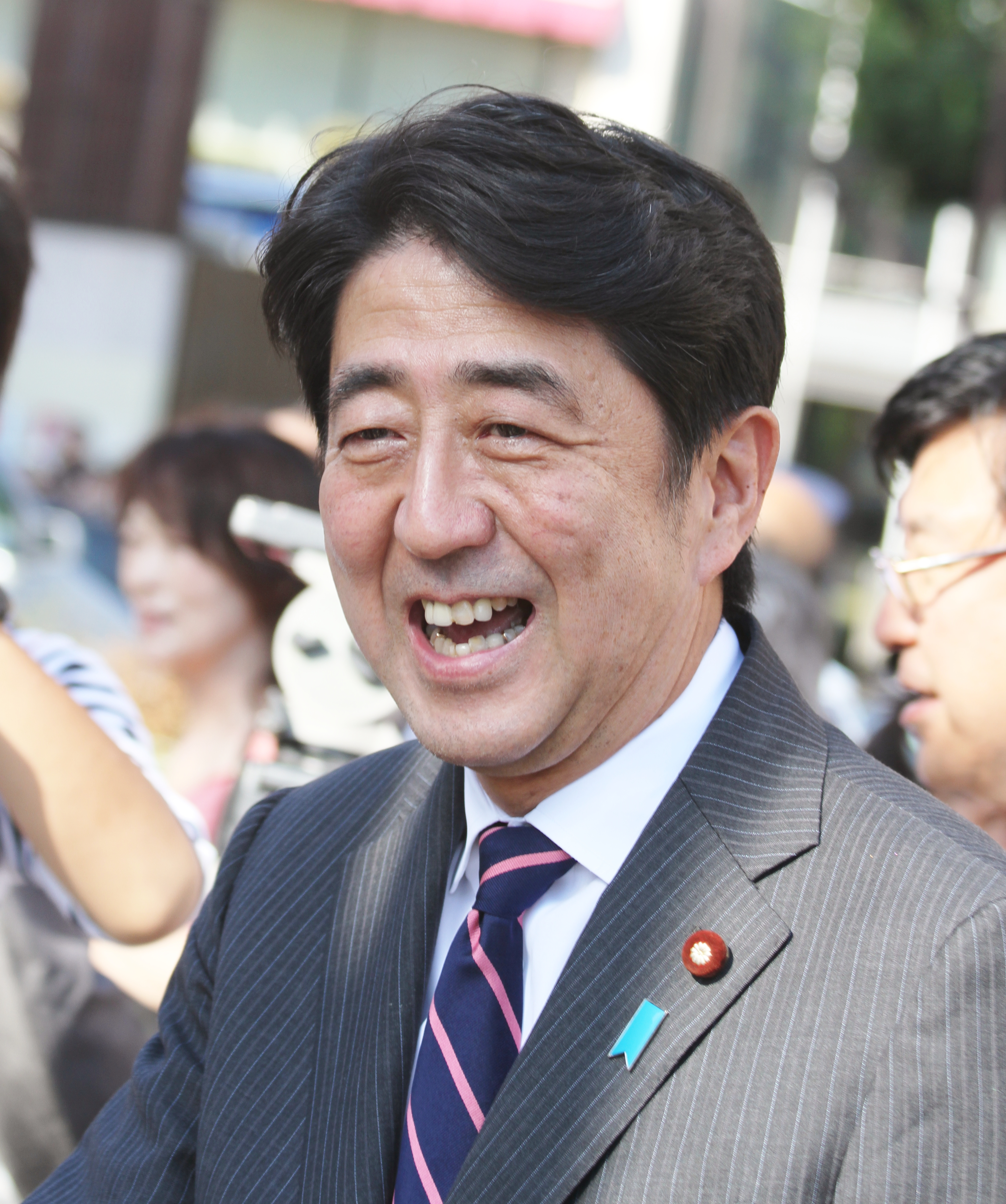
JPN Shinzo Abe
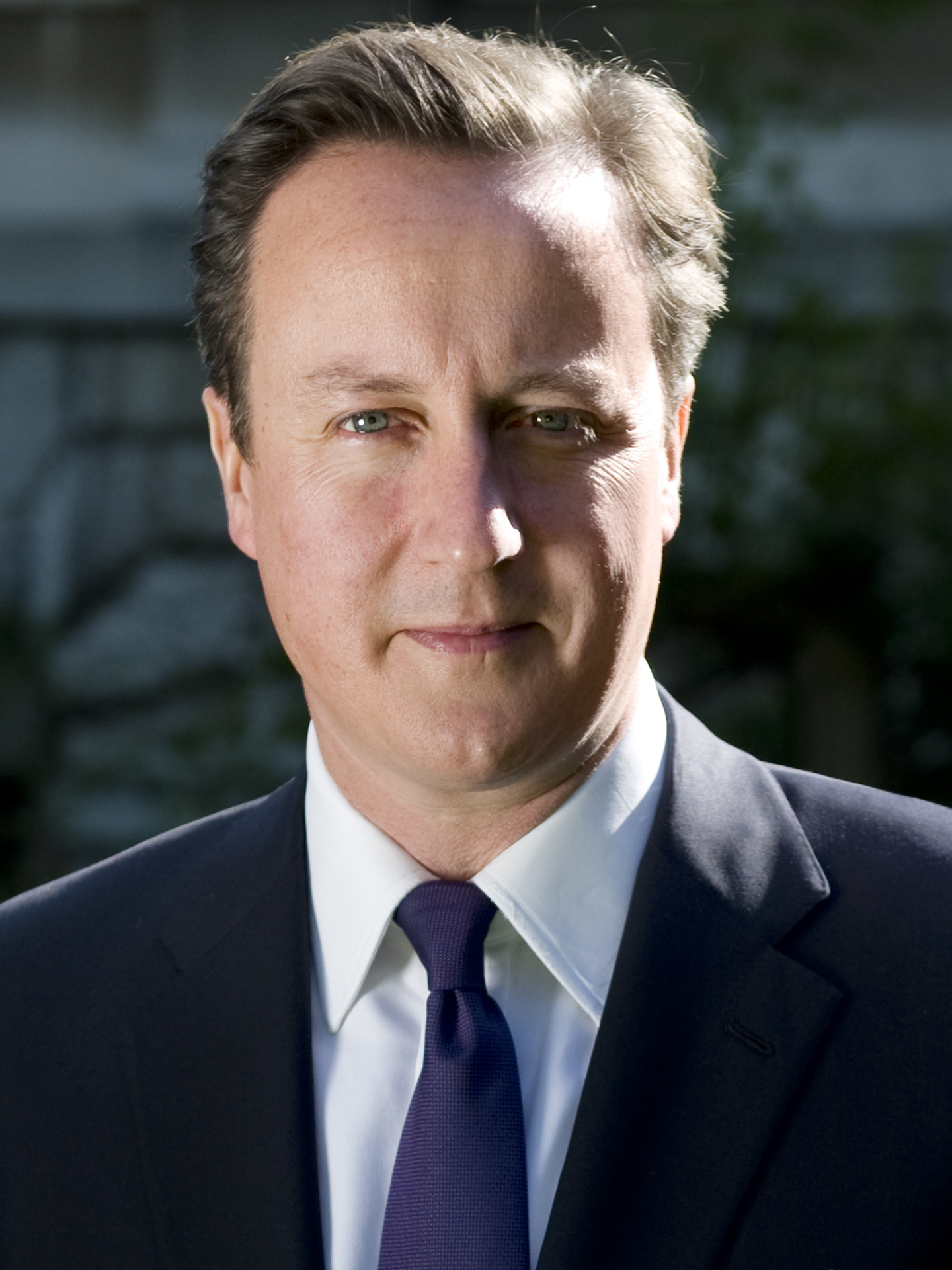
GBR David Cameron (anfitrión)
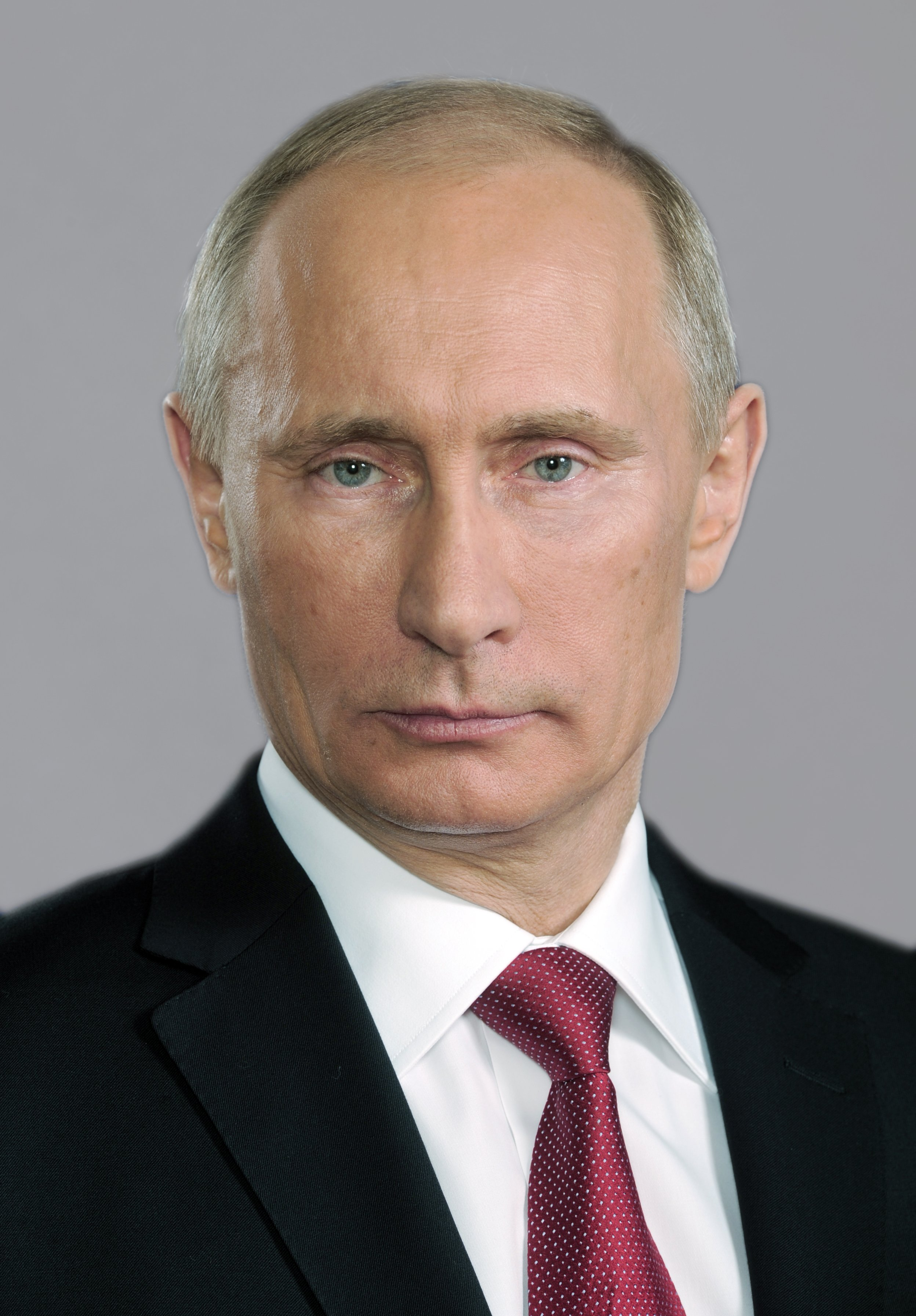
RUS Vladímir Putin
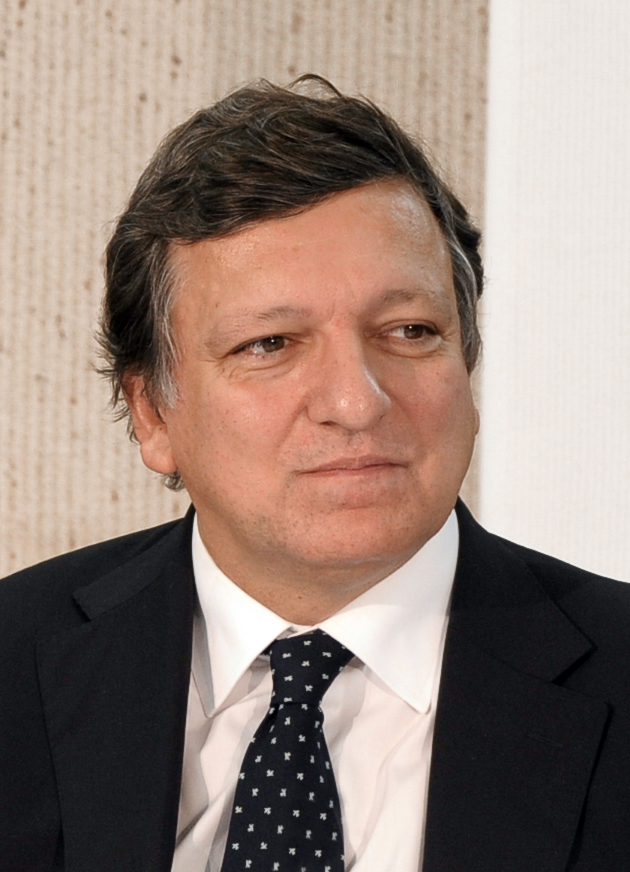
' Presidente de la Comisión Europea José Manuel Durão Barroso
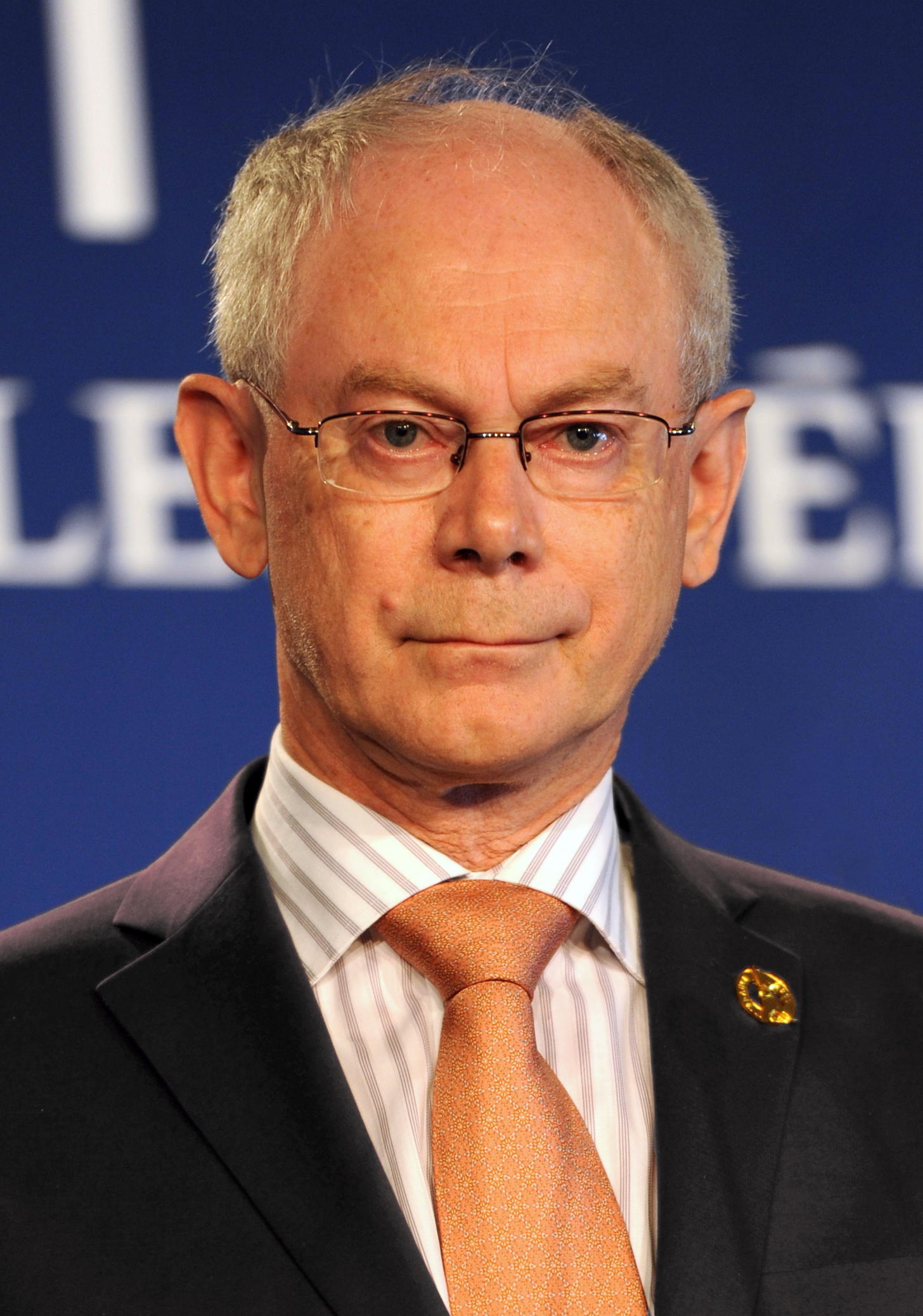
' Presidente del Consejo Europeo Herman Van Rompuy

- Alemania
Angela Merkel
- Canadá
Stephen Harper
- Estados Unidos
Barack Obama
- Francia
François Hollande
- Italia
Enrico Letta
- Japón
Shinzo Abe
- Reino Unido
David Cameron
(anfitrión)
- Rusia
Vladímir Putin
- Unión Europea
Presidente de la Comisión Europea
José Manuel Durão Barroso
- Unión Europea
Presidente del Consejo Europeo
Herman Van Rompuy